# Carmine Rocco
Carmine Rocco (* 12. April 1912 in Camigliano, Provinz Caserta, Italien; † 12. Mai 1982 in Rom) war ein römisch-katholischer Erzbischof und Diplomat des Heiligen Stuhls.

## Leben

Erzbischofswappen von Carmine Rocco

Carmine Rocco empfing am 26. Juli 1936 die Priesterweihe für das Bistum Calvi e Teano.
Papst Johannes XXIII. ernannte ihn am 5. Oktober 1961 zum Titularerzbischof von Iustinianopolis in Galatia und bestellte ihn zum Apostolischen Nuntius in Bolivien. Die Bischofsweihe spendete ihm Kardinalstaatssekretär Amleto Giovanni Cicognani am 12. November 1961; Mitkonsekratoren waren Kurienerzbischof Angelo Dell’Acqua und der Bischof von Calvi e Teano, Matteo Guido Sperandeo.
Rocco war von 1962 bis 1965 Konzilsvater aller vier Sitzungsperioden des Zweiten Vatikanischen Konzils.
Am 16. September 1967 ernannte ihn Papst Paul VI. zum Apostolischen Nuntius auf den Philippinen und am 22. Mai 1973 zum Apostolischen Nuntius in Brasilien.
Carmine Rocco starb am 12. Mai 1982 im Amt.